# 学术自由

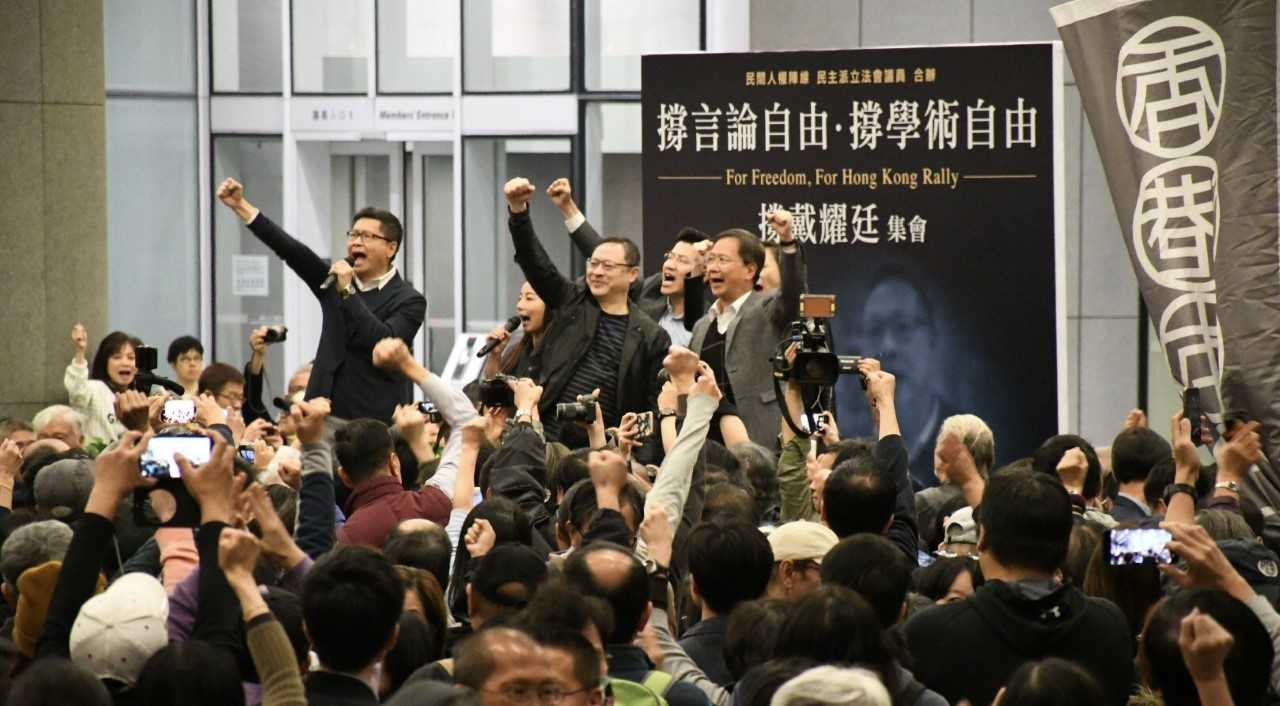
一場支持學術自由與言論自由的集會

学术自由指学术界进行学术活动的自由。更可仔細定義為「具專業資格的人士在他們勝任的範圍內探索、發現、發表及講授他所見的真理、除了鑒定真理的理性方法的管束之外，不受任何權力約束的自由」。 在不同的文化背景、情形下，包含不同的意义。对于学术自由本身，虽然到现代已经有根本的共识，但在一些个别课题上也存在各种不同的观点。
學術自由是思想自由的另一個表現模式，一個普遍的定義是大學教職員及研究者以其專業和學識貢獻所長，在教學和研究時不受學院內外制度與勢力的箝制或干預，籍以保障學者可以探索各種領域的知識，及研究成果的中立性及可信性。而大學教師有發表、討論學術意見而免於被除職或降職恐懼的自由。

## 历史
學術自由的概念開始於1810年的德國，時值柏林大學正式成立。 當時柏林大學與眾不同，並非由教會所主持。學術自由成為一項法律權利，則始於1848年德國的《保羅教堂憲法》，規定“學術及其教學是自由的”。此
規定其後於1850年為《普魯士基本法》所採納，成為最早以成文法形式公佈的學術自由條款。由於當時德國正在引領着大學潮流，美國有大批學者遠赴德國求學，並隨之將學術自由的思想傳入美國大學學府，逐漸
形成為普世價值觀。
學術自由泛指三大範疇。講學自由：凡是透過研究方法所獲取的知識，可自由傳授。研究自由：凡是基礎性或應用性研究都應受法律保障。學習自由：無明文規定，依董保城教授看法，學習括入學、選課、上課及旁聽以及積極參與討論與表達意見等方面的自由。

### 学术与政府
曾担任过多所大学校长的英国政治家理查德·博登·霍尔丹曾提出著名的霍尔丹原则，指出学术研究的经费分配要一分为二，不应该由政府完全操控。如果是由政府指定开展的研究活动，在经费上可以受政府监管。但如果是学者的常规研究，则只受到研究委员会的监管，而不被来自政府的压力所干扰。换句话说政府无权从财政上干预许多基础科学的研究，即使在政治家看来这些研究本身的实用价值很小。这一原则为学术界所广泛推崇。

### 学术与教会
歐洲自公元五世紀起，知識文化活動便被集中至教會，古老的文學經典和教會的著作被收藏於各地隱修院供隱修士學習與抄寫。其後各教堂也開始設法在自己的主教座堂設立一個小規模的學校，教導知識與文字，目的在讓信徒能研讀聖經和教會傳統的書籍，以利擴大傳教。其後在查理大帝支持下，修道院學校開始在歐洲各地持續開辦，教會成為主要的知識傳播的教育機構，直到十一世紀，工業和商業的發展以及城市反對領主的鬥爭，迫切需要能讀會寫、具有各方面知識的大量人才，隱修院與修道院學校無法滿足這需求，而開始出現由商業公會或城市設立的學校、大學，之後這些學校在1158年得到神聖羅馬帝國皇帝腓特烈一世頒布敕令的保護，取得了一定的自由權利和特權，才使得教會不再掌握歐洲所有的教育機構。
由於於教會注重教義、信念、信條、等傳統。因此只要與之有衝突的往往被視為異端，捍衛教會獨真理為首要任務。在這前題下，學術自由自然受到打壓，許多羅馬與希臘時期文明遺產、文書等被視為異教的遺物而遭到破壞，使得歐洲在中世紀前期各類學術出現衰退現象，其後隨著天主教會大分裂,文藝復興的開始與印刷術的發展，教會權威開始受到挑戰，故羅馬教廷於1474年開始製作禁書目錄，1543年，羅馬教廷宣布不得印刷或出售任何未經教會許可的書籍，自此之後，每次頒布禁書目錄，就意味著要銷毀一批書籍，自1559年第1版至1948年最後1版，共發布32版。1966年被廢除為止，超過四千多書籍被禁，包含尼古拉·哥白尼著天體運行論、德尼·狄德羅為首編纂的百科全書等被現今定義為科學的基礎的書籍，更有如焦爾達諾·布魯諾、伽利略·伽利萊等人還在世時便直接受到教會的嚴重迫害。

## 世界上的學術自由

### 中國大陸

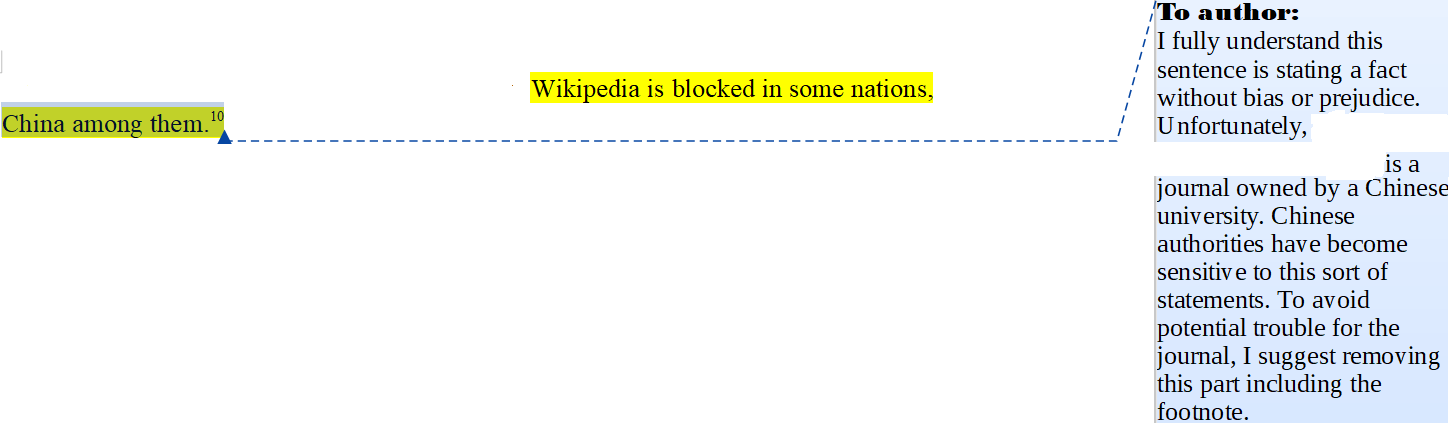
發生在中國學術期刊上的自我審查：該雜誌的編輯要求作者移除有關「維基百科在中國被封禁」的語句，並暗示可能會冒犯「當局」。

中国是世界上学术领域最不自由的国家之一。根据2021年德国智库全球公共政策研究所（GPPI）公布的全球学术自由指数，中国以0.082分位居最低等级E级。在中國大陸，高校學者通常會刻意避談那些可能會觸犯中國共產黨及中國政府的話題。 嚴格的審查使得學術界自我審查頻頻，並往往通過轉移學術話題而避免身陷囹圄。
據美聯社2020年12月公布的一份調查，在中共最高領導人習近平的指示下，當局對國內有關新冠病毒溯源問題的科研採取嚴格控制。报道称，中国国务院的一项命令要求所有研究都必须经过其管理下的一个工作组批准，指示所有研究团队不能对外提供疫情相关数据、生物样本、病原体等，并警告未经许可发表文章的人将被追究责任。国际社会的科学家与中国研究人员的合作因此备受阻碍。有不愿具名的中国疾控中心前官员表示，「这是出于政治考虑，因为海外人士可能可以找到和中国相抵触的说法。」

### 香港
香港主权移交中国后，言论自由受到北京的不断干涉并越来越受到限制。2015年，时任特首梁振英不顾多数香港大学师生的反对，以校监身份任命李国章出任港大校务委员会主席，引起强烈批评。此举被认为致使香港的大学学术自由从此走向下坡路。2020年，北京在香港实施《国安法》后香港学术自由状况不断恶化。2020年7月28日，香港大学校委会召开会议，宣布推翻教务委员会早前建议，决定开除因「占中事件」而被判刑的法律系副教授戴耀廷。戴耀廷随后表示：「这标志香港学术自由的终结」。根据香港民意研究所2021年5月发表一项调查，近6成受访者认为《国安法》对学术自由的限制大，45%人认为大学管理层并无努力保障学术自由。

#### 相關爭議
- 2002年香港大學民意調查風波
- 2002年中大科大合併風波
- 2007年香港教院風波
- 2012年香港浸會大學民意調查風波
- 2015-2016年香港大學副校長任命事件

## 学术自由拥有者

### 學者教授
有觀點認為，學者會否自由行使學術自由，往往受到爭取院校續約所限制。由於近年大專取消終身教席，改以大量合約教員及兼職教員任教，聘用條件及任職期限未有清晰界定，令教職員在行使學術自由有所顧忌。

### 學術教育機構
梁亦華(2010)認為，大專院校的學術自由往往取決於學校領導者的身份。內地的大學均設有黨委書記（最高可至副部長級）負責學校發展方向，其權力與校長有過之而無不及。香港部份大學校長擁有政協委員或其他政治身分，容易令市民質疑校方決策是否能保持「政治中立」。